# 白埃默河
46°56′26″N 8°00′24″E / 46.94049°N 8.00658°E

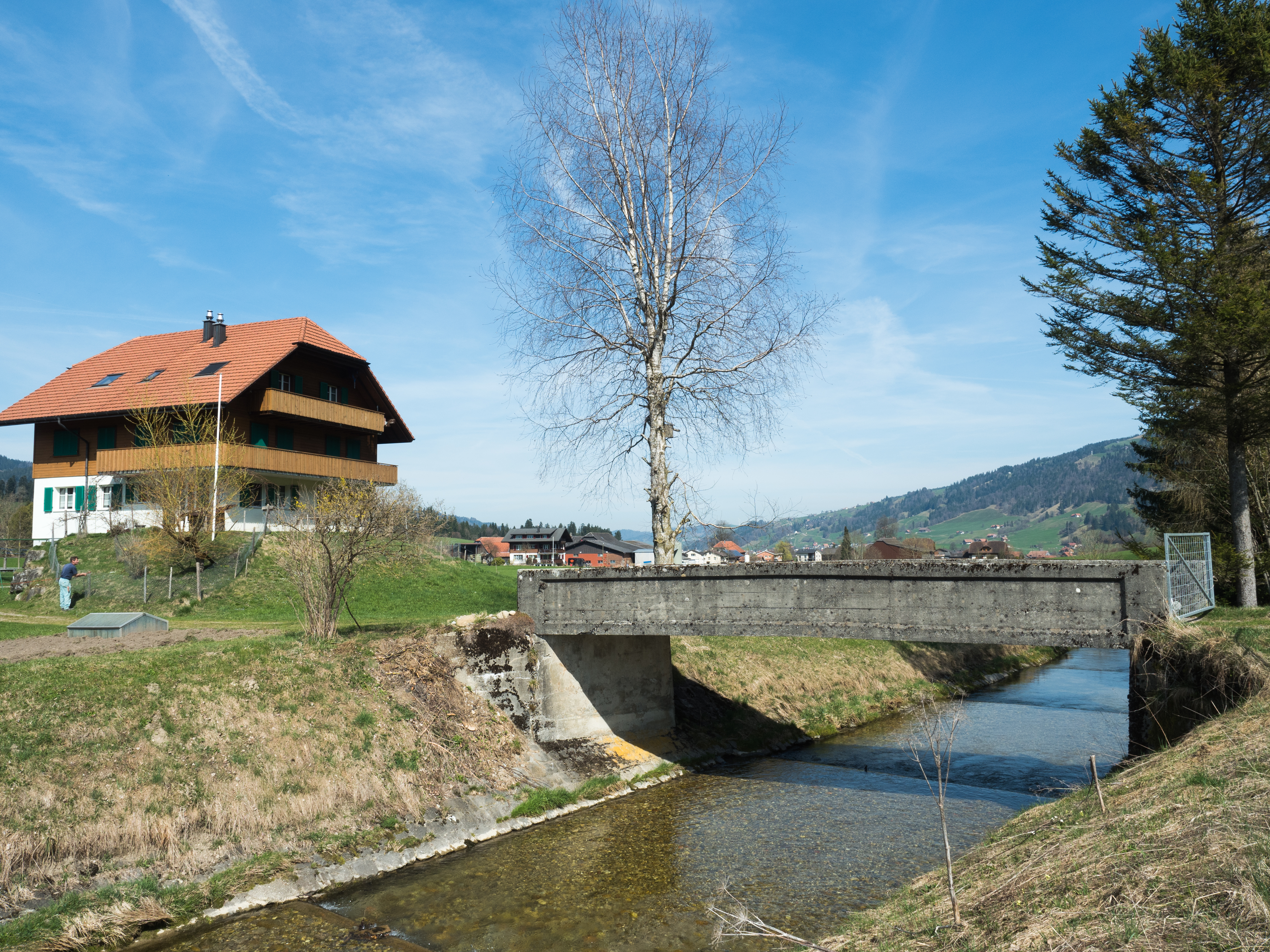

白埃默河是瑞士的河流，位於該國中部，流經盧塞恩州，河道全長9.1公里，流域面積29.2平方公里，與瓦爾德默河匯流成為小埃默河，河畔城鎮有許普弗海姆。